# جيرالدين نقاش
جيرالدين نقاش (بالأحرف اللاتينية Géraldine Nakache; ولدت 1980 فبراير 16) ممثلة وكاتبة سيناريو ومخرجة سينمائية فرنسية من أصول جزائرية يهودية. اشتهرت بإخراجها لفيلم Tout ce qui brille عام 2010 حيث رشحت لنيل جائزة سيزر لأفضل فيلم عام 2011.

## النشأة والمشوار المهني
ولدت جيرالدين نقاش لعائلة من يهود السفارديين التي عاش أجدادها في الجزائر، حصلت على شهادة الدراسات الجامعية العامة في السينما، أخرجت Tout ce qui brille عام (2010) وحصلت منه على عدة جوائز، وهي شقيقة المخرج الفرنسي Olivier Nakache

## روابط خارجية
- جيرالدين نقاش على موقع IMDb (الإنجليزية)
- جيرالدين نقاش على موقع ألو سيني (الفرنسية)
- جيرالدين نقاش على موقع ميوزك برينز (الإنجليزية)
- جيرالدين نقاش على موقع أول موفي (الإنجليزية)
- جيرالدين نقاش على موقع ديسكوغز (الإنجليزية)
- جيرالدين نقاش على موقع قاعدة بيانات الفيلم (الإنجليزية)
- جيرالدين نقاش على موقع كينوبويسك (الروسية)